# Hotel Carrasco
El Hotel Casino Carrasco conocido también como Sofitel Montevideo Casino Carrasco and Spa, es un hotel e histórico edificio de la ciudad de Montevideo,  ubicado sobre la Rambla de Montevideo, en el barrio de Carrasco.

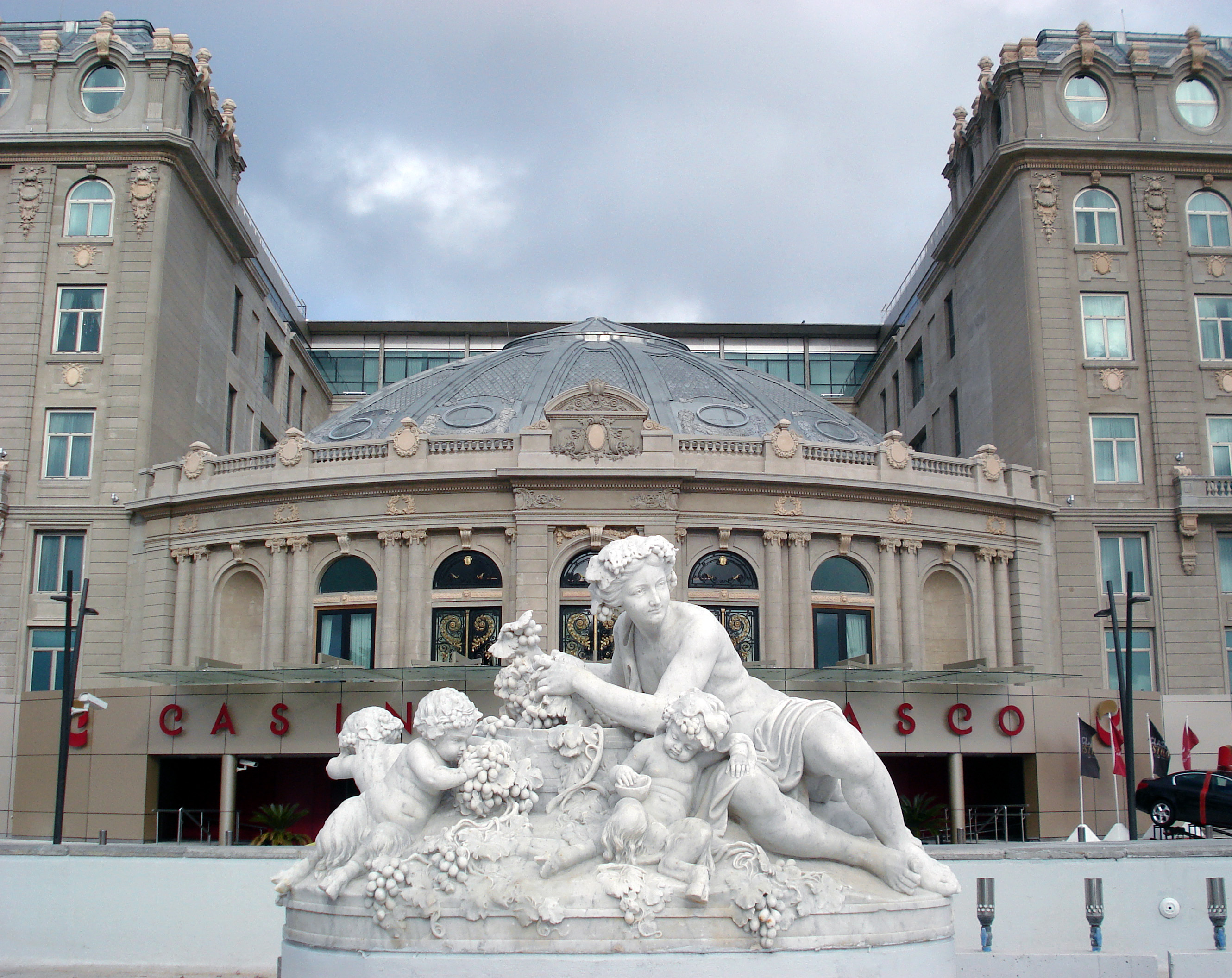
Fondos del Hotel Casino Carrasco.

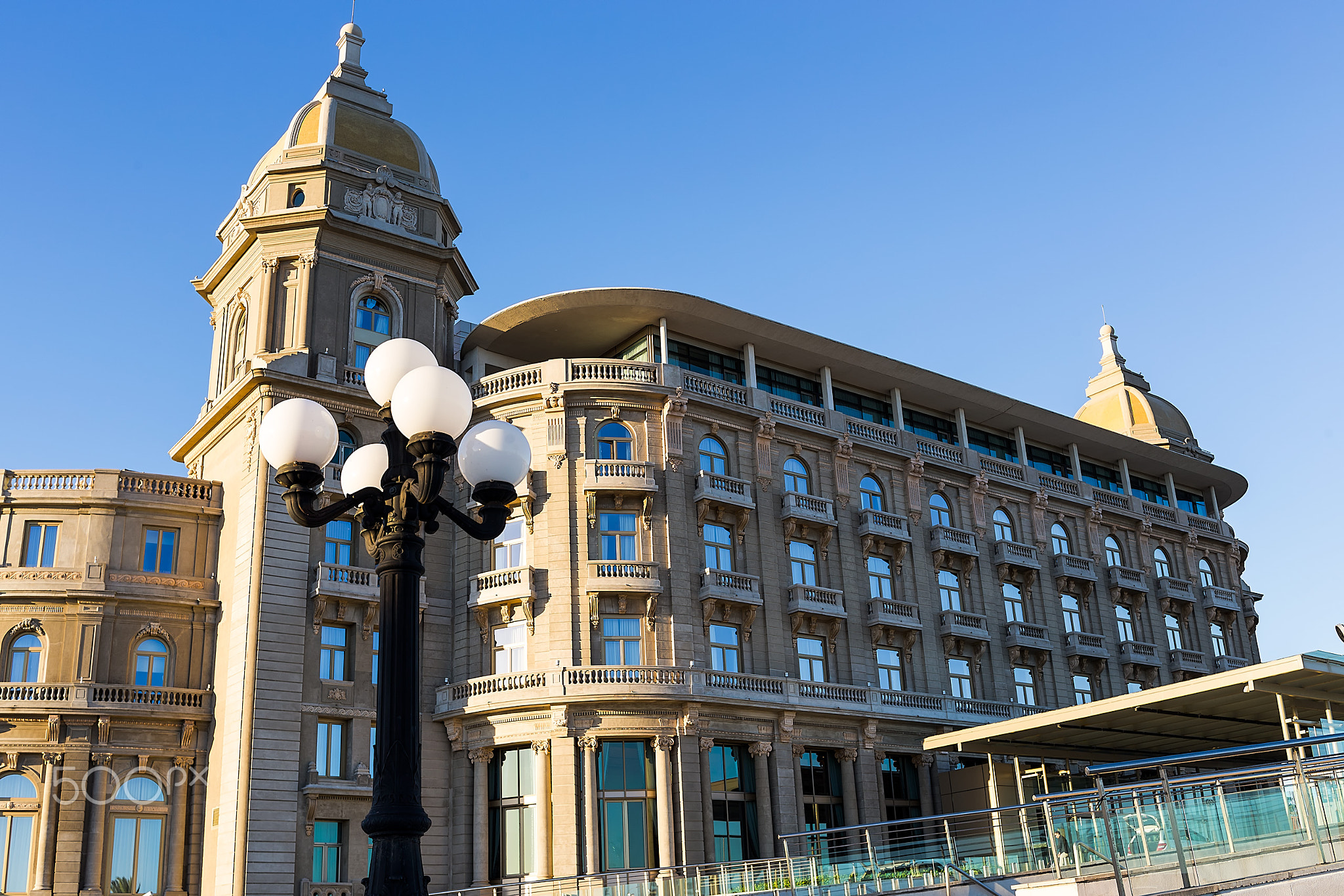
Hotel Casino Carrasco, toma aérea.

## Historia
La construcción del Hotel Casino Carrasco se remonta hacia 1921, con la conformación de una sociedad anónima llamada "Balneario Carrasco", ideada por Alfredo Arocena con la finalidad de construir un hotel en el entonces Balneario de Carrasco. Esta sociedad se encargó de convocar al paisajista franco-argentino Carlos Thays, para diseñar y convertir toda la zona en un estupendo barrio jardín, para luego comenzar la construcción del Hotel Carrasco, nombrado en honor al primer titular de esas tierras, Sebastián Carrasco. 
La construcción del hotel inició en 1912, bajo el liderazgo y proyección de los arquitectos  Gastón Mallet y el suizo Jacques Dunant, quienes también contaron con la colaboración  del uruguayo Felix Elena.
El estallido de la Primera Guerra Mundial, interrumpiría y suspendería la construcción del mismo, dejándolo nueve años en abandono. Posteriormente la comuna montevideana adquirió los terrenos y el monumental edificio inconcluso, para continuar las obras y finalmente  inaugurarlas, un 29 de enero de 1921. 
Dicho edificio tuvo sus épocas de esplendor hasta mediados del siglo XX. En sus habitaciones se alojaron numerosas personalidades ilustres como el físico Albert Einstein (1925). o el poeta español Federico García Lorca (1934).
En el año 2009 el edificio cerró sus puertas para iniciar las obras de remodelación a cargo de la empresa Carrasco Nobile Sociedad Anónima, obra que culminaría en el año 2013. En la actualidad el hotel es gestionado por la cadena hotelera Sofitel y la empresa de casinos Codere. Reabrió formalmente sus puertas el 7 de marzo de 2013.
La apertura del edificio y la actividad que allí se realiza, ha ocasionado cambios económico-sociales en el barrio de Carrasco, con inversiones inmobiliarias y empresariales.

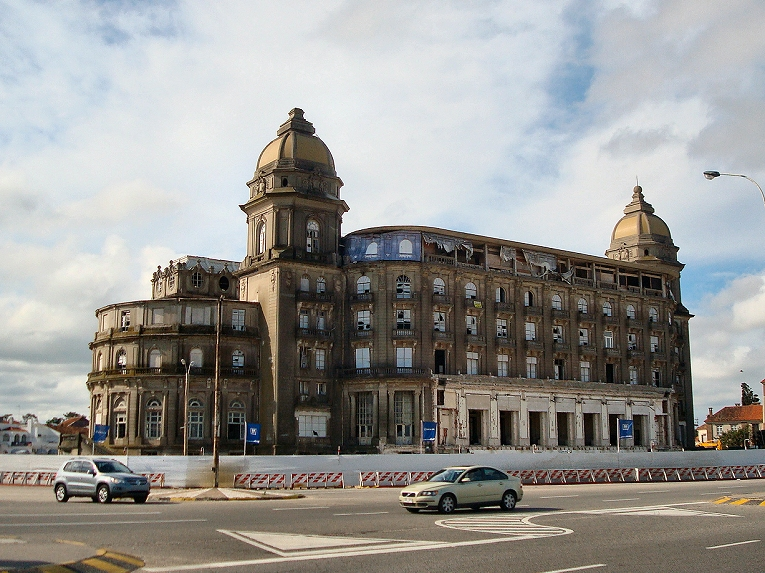
El Hotel Casino en reformas.

## Descripción
Emplazado directamente sobre la rambla Montevideana, el hotel se levanta como punto focal del planteo urbanístico que diseñaron para Carrasco, en las primeras décadas del siglo XX, los paisajistas franceses Charles Thays y Edouard André.
La arquitectura, inspirada en la tradición clásica y barroca, apeló a un lenguaje formal de raíz ecléctica e historicista fuertemente identificada con Francia, paradigma de civilización y buen gusto para la sociedad de la época. Mansardas, escaleras monumentales y espacios interiores lujosamente decorados lo testimonian aún hoy. 
Salas de fiesta y de juego, un gran comedor, terrazas cubiertas y al aire libre, aseguraban una estadía placentera a los visitantes, que desde sus habitaciones podían disfrutar de un natural paisaje costero de dunas y pinares.
En la actualidad cuenta con 116 habitaciones (entre ellas 22 Suites), Thays Lounge Bar, Restaurante 1921, So Spa y diversos espacios para eventos. En el subsuelo se encuentra una amplia sala de juegos. 
En mayo de 2016 su director ejecutivo es Luciano Fontana.